# Linnea Järling
Anna Linnea Maria Järling, gift Andersson, född 1 september 1911 i Breviks församling i Skaraborgs län, död 22 augusti 1985 i Enskede församling i Stockholm, var en svensk målare.
Hon började måla som 15-åring och blev uppmärksammad redan under skoltiden, sin konstnärliga utbildning fick hon från sin far målaren Nils Järling. Hon ställde ut i bland annat Stockholm, Sala, Växjö och på flera platser i Bohuslän. Hennes konst består av stilleben och landskap i en naturalistisk stil med kraftigt kolorit.